# Taguir Jaibuláyev
Taguir Kamaludínovich Jaibuláyev –en ruso, Тагир Камалутдинович Хайбулаев– (Kiziliurt, 24 de julio de 1984) es un deportista ruso, de origen daguestaní, que compite en judo.
Participó en los Juegos Olímpicos de Londres 2012, obteniendo una medalla de oro en la categoría de –100 kg. Ganó una medalla de oro en el Campeonato Mundial de Judo de 2011 y una medalla de oro en el Campeonato Europeo de Judo de 2009.

## Palmarés internacional
| Juegos Olímpicos   | Juegos Olímpicos      | Juegos Olímpicos | Juegos Olímpicos |
| Año                | Lugar                 | Medalla          | Categoría        |
| ------------------ | --------------------- | ---------------- | ---------------- |
| 2012               | Londres (Reino Unido) | Medalla de oro   | –100 kg          |
| Campeonato Mundial |                       |                  |                  |
| Año                | Lugar                 | Medalla          | Categoría        |
| 2011               | París (Francia)       | Medalla de oro   | –100 kg          |
| Campeonato Europeo |                       |                  |                  |
| Año                | Lugar                 | Medalla          | Categoría        |
| 2009               | Tiflis (Georgia)      | Medalla de oro   | –100 kg          |